# Steeve Théophile

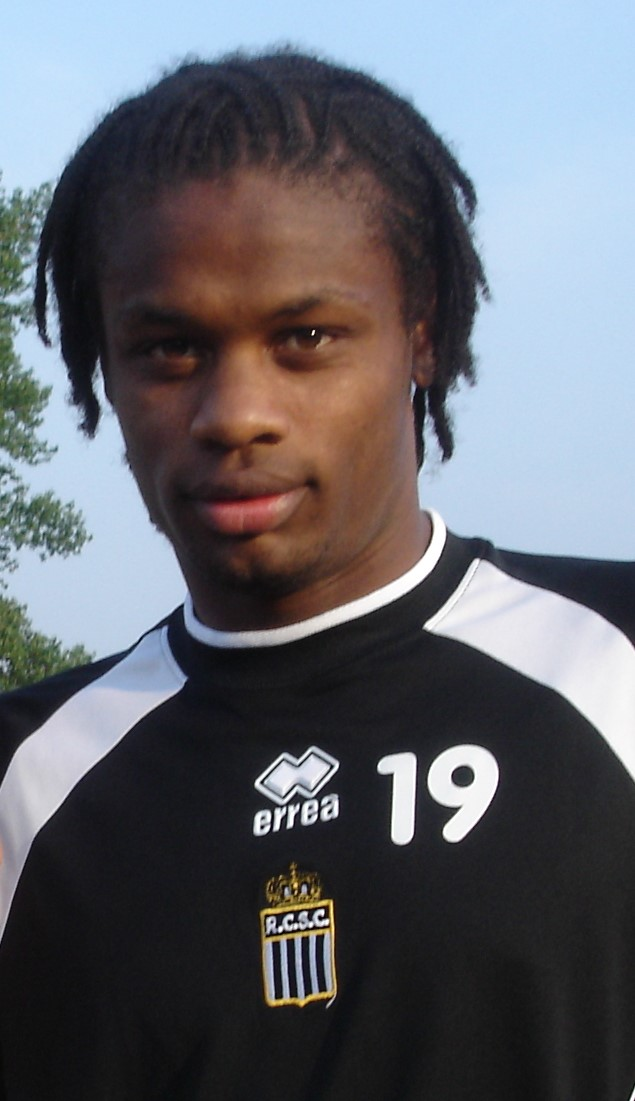
Steeve Théophile

Steeve Alain Théophile (Parijs, 9 september 1980) is een Franse voetballer. Théophile is een aanvaller en komt uit voor GFCO Ajaccio, een Franse vierdeklasser.
Théophile werd opgeleid bij FC Nantes en speelde daarna voor verscheidene Franse clubs, in de lagere divisies. Een grote doorbraak bleef uit en via Sporting Charleroi verzeilde Théophile uiteindelijk in Griekenland en later in de lagere divisies in Frankrijk. Steeve Theophile is 182 cm groot en meet 75 kg.

## Carrière
- 2000-2001 : FC Nantes Atlantique
- 2001-2002 : RC Paris
- 2002-2003 : FC Gueugnon
- 2003-2004 : US Créteil
- 2004-2005 : FC Istres
- 2005-2006 : Charleroi SC
- 2006-01/2007 : Etoile Montluçon
- 01/2007-08/2007 : Asteras Tripolis
- 08/2007-2008: Racing Club de France
- 2008-... : GFCO Ajaccio